# Episodi di Tre cuori in affitto (quarta stagione)
La quarta stagione della sitcom Tre cuori in affitto è stata trasmessa negli Stati Uniti dall'11 settembre 1979 al 6 maggio 1980. Richard Kline, Don Knotts ed Ann Wedgeworth entrano nel cast principale e vengono inseriti nella sigla iniziale.
| nº | Titolo originale                 | Titolo italiano        | Prima TV USA      | Prima TV Italia |
| -- | -------------------------------- | ---------------------- | ----------------- | --------------- |
| 1  | Jack on the Lam                  | Tra vestiti diversi    | 11 settembre 1979 | 1986            |
| 2  | Love Thy Neighbor                | Ama il prossimo tuo    | 18 settembre 1979 | 1986            |
| 3  | The New Landlord                 | La voce del padrone    | 25 settembre 1979 | 1986            |
| 4  | Snow Job                         | Strip poker            | 2 ottobre 1979    | 1986            |
| 5  | Jack the Ripper                  | Cani e matti           | 9 ottobre 1979    | 1986            |
| 6  | The Lifesaver                    | Scrocco rock           | 23 ottobre 1979   | 1986            |
| 7  | Old Folks at Home                | Tenero è bello         | 30 ottobre 1979   | 1986            |
| 8  | A-Camping We Will Go             | Petting camping        | 6 novembre 1979   | 1986            |
| 9  | Chrissy's Hospitality            | Ridendo e scherzando   | 13 novembre 1979  | 1986            |
| 10 | The Loan Shark                   | Squali e scampi        | 20 novembre 1979  | 1986            |
| 11 | The Love Barge                   | Crociera e delizia     | 27 novembre 1979  | 1986            |
| 12 | Ralph's Rival                    | Lui braccio, lei mente | 4 dicembre 1979   | 1986            |
| 13 | A Black Letter Day               | Una lettera esplosiva  | 11 dicembre 1979  | 1986            |
| 14 | The Reverend Steps Out           | Il reverendo padre     | 18 dicembre 1979  | 1986            |
| 15 | Larry Loves Janet                | Scappa, Larry !        | 8 gennaio 1980    | 1986            |
| 16 | Mighty Mouth                     | Amore e ginnastica     | 15 gennaio 1980   | 1986            |
| 17 | The Love Lesson                  | Lezione di sesso       | 22 gennaio 1980   | 1986            |
| 18 | Handcuffed                       | Polso di ferro         | 29 gennaio 1980   | 1986            |
| 19 | And Baby Makes Two               | Un padre in affitto    | 5 febbraio 1980   | 1986            |
| 20 | Jack's Bad Boy                   | L'apprendista padrone  | 12 febbraio 1980  | 1986            |
| 21 | Lee Ain't Heavy, He's My Brother | Il grande fratello     | 26 febbraio 1980  | 1986            |
| 22 | The Root of All Evil             | Collera e dollari      | 4 marzo 1980      | 1986            |
| 23 | Secret Admirer                   | Noi goffi              | 11 marzo 1980     | 1986            |
| 24 | The Goodbye Guy                  | L'aspirante suicida    | 25 marzo 1980     | 1986            |
| 25 | Jack's Graduation                | Il cuoco artificiale   | 6 maggio 1980     | 1986            |

## Tra vestiti diversi
- Titolo originale: Jack on the Lam
- Diretto da: Dave Powers
- Scritto da: Neil Lebowitz

### Trama
Jack finge di essere Chrissy poiché pensa che l'FBI lo stia inseguendo.
- Guest stars: Paul Ainsley (Jim), Dick O'Neill (Walter Nessle), James Staley (Agente Banning) e Rudolph Willrich (Agente Roth).

## Ama il prossimo tuo
- Titolo originale: Love Thy Neighbor
- Diretto da: Dave Powers
- Scritto da: Mark Tuttle

### Trama
Jack ha un disperato bisogno di soldi e accetta di sostituire Larry in qualità di accompagnatore di una donna di passaggio in città. La donna in questione è Lana Shields, la quale corteggia ossessivamente Jack e diventa vicina di casa dei ragazzi.
- Guest star: Damian London (Capitano).
- Note: Prima apparizione di Ann Wedgeworth.

## La voce del padrone
- Titolo originale: The New Landlord
- Diretto da: Dave Powers
- Scritto da: Michael S. Baser e Kim Weiskopf

### Trama
I ragazzi accidentalmente vendono i mobili del signor Furley, il nuovo amministratore dell'edificio, pensando fossero i vecchi mobili dei Roper. Furley vorrebbe sfrattare il trio finché non incontra Lana, la quale lo convince a non fare nulla.
- Guest star: Paul Ainsley (Jim).
- Note: Prima apparizione di Don Knotts.

## Strip poker
- Titolo originale: Snow Job
- Diretto da: Dave Powers
- Scritto da: Rowby Goren

### Trama
Chrissy prova a vendere prodotti cosmetici porta a porta. Nel frattempo, a casa del signor Furley si tiene una partita di strip poker.
- Guest stars: Paul Avery (Neil), John Miranda (Bill), Taaffe O'Connell (Lulu), Melanie Vincz (Sylvia) e Ken Letner (Agente).

## Cani e matti
- Titolo originale: Jack the Ripper
- Diretto da: Dave Powers
- Scritto da: Gene Perret e Bill Richmond

### Trama
Jack si rivolge ad uno psicologo per rendere più forte la sua personalità.
- Guest stars: William Pierson (Dean Travers), Joel Brooks (Dottor Prescott) e Joan Roberts (Segretaria).

- Note: Richard Kline è assente in questo episodio.

## Scrocco rock
- Titolo originale: The Lifesaver
- Diretto da: Dave Powers
- Scritto da: George Atkins

### Trama
In un ristorante, Jack salva un uomo dal soffocamento e questi gli promette un appartamento proprio nel giorno in cui il signor Furley ha deciso di sfrattare i ragazzi.
- Guest star: Phil Leeds (Lyle Wormold).
- Note: Richard Kline è assente in questo episodio.

## Tenero è bello
- Titolo originale: Old Folks at Home
- Diretto da: Dave Powers
- Scritto da: Michael S. Baser e Kim Weiskopf

### Trama
I ragazzi si sentono in dovere di dare ospitalità ad un uomo anziano che è rimasto senza casa. 
- Guest stars: J. Pat O'Malley (Leo Moran), Simone Griffeth (Nancy Norwood), Jeanne Bates (Alice) e Josephine Livingston (Lili).
- Note: Richard Kline ed Ann Wedgeworth sono assenti in questo episodio.

## Petting camping
- Titolo originale: A-Camping We Will Go
- Diretto da: Dave Powers
- Scritto da: Michael S. Baser e Kim Weiskopf

### Trama
Larry invita una ragazza in montagna ma per convincerla è costretto ad invitare anche Jack. Per una serie di coincidenze, anche Janet, Chrissy, il signor Furley e Lana si ritrovano in montagna.
- Guest star: Louise Williams (Laura).

## Ridendo e scherzando
- Titolo originale: Chrissy's Hospitality
- Diretto da: Dave Powers
- Scritto da: Mark Tuttle

### Trama
Jack e Janet temono il peggio quando Chrissy viene ricoverata in ospedale dopo aver battuto la testa.
- Guest stars: Keene Curtis (Dottor Todson), Ruth Manning (Infermiera Engel) ed Hope Clarke (Infermiera).
- Note: Richard Kline ed Ann Wedgeworth sono assenti in questo episodio.

## Squali e scampi
- Titolo originale: The Loan Shark
- Diretto da: Dave Powers
- Scritto da: Mark Tuttle

### Trama
Per sdebitarsi, Jack deve dare lezioni di cucina alla moglie di un usuraio.
- Guest stars: Harold J. Stone (Bernie Bustamente), Livia Genise (Lucia Bustamente) e Mickey Morton (Floyd).
- Note: Richard Kline è assente in questo episodio.

## Crociera e delizia
- Titolo originale: The Love Barge
- Diretto da: Dave Powers
- Scritto da: Gene Perret e Bill Richmond

### Trama
Jack ha la possibilità di partecipare ad una crociera e può portare un'altra persona. Janet e Chrissy si scontrano su chi debba partire.
- Guest star: Bob Hastings (John Callan).
- Note: Richard Kline è assente in questo episodio.

## Lui braccio, lei mente
- Titolo originale: Ralph's Rival
- Diretto da: Dave Powers
- Scritto da: George Atkins

### Trama
Per impressionare un suo vecchio rivale, il signor Furley racconta varie frottole, tra cui quella di essere sposato con Chrissy.
- Guest stars: Roger C. Carmel (Merl Denker) e Reb Brown (Elmo Hacker).
- Note: Ann Wedgeworth è assente in questo episodio.

## Una lettera esplosiva
- Titolo originale: A Black Letter Day
- Diretto da: Dave Powers
- Scritto da: Michael S. Baser, Mark Chambers e Kim Weiskopf

### Trama
Dopo aver letto una lettera su un giornale, Lana si convince che Jack abbia una relazione con una delle sue coinquiline.
- Note: Ultima apparizione di Ann Wedgeworth. Don Knotts è assente in questo episodio.

## Il reverendo padre
- Titolo originale: The Reverend Steps Out
- Diretto da: Dave Powers
- Scritto da: Michael S. Baser e Kim Weiskopf

### Trama
Il padre di Chrissy ha la possibilità di trasferirsi a Santa Monica ed intende richiamare la figlia a vivere in famiglia.
- Guest stars: Peter Mark Richman (Reverendo Snow), Ric Carrott (Rick) e Patricia Barry (Signora Claremont).
- Note: Don Knotts è assente in questo episodio.

## Scappa, Larry!
- Titolo originale: Larry Loves Janet
- Diretto da: Dave Powers
- Scritto da: John Boni

Larry crede che Janet sia innamorata di lui dopo che questa lo ha consolato a causa di un appuntamento andato male.
- Note: Don Knotts è assente in questo episodio.

## Amore e ginnastica
- Titolo originale: Mighty Mouth
- Diretto da: Dave Powers
- Scritto da: Howard Gewirtz ed Ian Praiser

### Trama
Jack vuole fare colpo sull'istruttrice della sua palestra ma il titolare, fratello dell'istruttrice, è molto protettivo nei confronti della sorella.
- Guest stars: Steve Sandor (Harvey) e Tori Lysdahl (Shirley).
- Note: Don Knotts è assente in questo episodio.

## Lezione di sesso
- Titolo originale: The Love Lesson
- Diretto da: Dave Powers
- Scritto da: Mark Tuttle

### Trama
Il signor Furley si offre di insegnare a Jack ad essere un vero uomo.
- Guest stars: Joanna Kerns (Bobby Trilling) e Jim Sullivan (B.J.).

## Polso di ferro
- Titolo originale: Handcuffed
- Diretto da: Dave Powers
- Scritto da: Len Richmond, Michael S. Baser e Kim Weiskopf

### Trama
Il cugino di Chrissy, un poliziotto, dimentica un paio di manette e Jack e Chrissy, giocandoci, rimangono ammanettati.
- Guest stars: Paul Ainsley (Jim), Daniel Trent (Jay Garfield), Heather Lowe (Brenda), Alan Manson (Mike), Cameron Young (Signore) ed Isabel Wolfe (Cameriera).
- Note: Manson ritornerà in un episodio della quinta stagione con il ruolo del padre di Cindy. Richard Kline è assente in questo episodio.

## Un padre in affitto
- Titolo originale: And Baby Makes Two
- Diretto da: Dave Powers
- Scritto da: Ellen Guylas

### Trama
Janet vuole rinnovare la sua camera e pubblica un annuncio, ma Jack e Chrissy credono che stia cercando un partner per concepire un figlio.
- Guest stars: Philip Charles MacKenzie (Roger), Robert E. Quigley (Ragazzo) e Mark Siegel (Ragazzo).
- Note: Richard Kline è assente in questo episodio.

## L'apprendista padrone
- Titolo originale: Jack's Bad Boy
- Diretto da: Dave Powers
- Scritto da: Mark Tuttle

### Trama
I ragazzi trovano nel loro appartamento un bambino che dichiara di essere orfano. Janet e Chrissy si prendono cura di lui ma Jack è sospettoso.
- Guest stars: Shane Sinutko (Billy Todson) e Joe George (Autista).
- Note: Richard Kline è assente in questo episodio.

## Il grande fratello
- Titolo originale: Lee Ain't Heavy, He's My Brother
- Diretto da: Dave Powers
- Scritto da: Michael S. Baser e Kim Weiskopf

### Trama
A far visita ai ragazzi arriva il fratello maggiore di Jack, Lee. Jack sente di non poter competere con la bravura del fratello.
- Guest stars: John Getz (Lee Tripper) ed Albert Carrier (Maurice).
- Note: Basato sull'episodio Robin è geloso di Un uomo in casa. Richard Kline è assente in questo episodio.

## Collera e dollari
- Titolo originale: The Root of All Evil
- Diretto da: Dave Powers
- Scritto da: Howard Albrecht e Sol Weinstein

### Trama
I tre ragazzi vincono una grossa somma di denaro scommettendo sulle corse dei cavalli. L'utilizzo che ciascuno di loro progetta per i soldi porta continui litigi che si risolvono solo ricorrendo ad uno psicologo.
- Guest star: Joel Brooks (Dottor Prescott).
- Note: Don Knotts è assente in questo episodio.

## Noi goffi
- Titolo originale: Secret Admirer
- Diretto da: Dave Powers
- Scritto da: Steve Clements, Joyce Gittlin e Mark Tuttle

### Trama
Dopo aver ricevuto diversi biglietti da un ammiratore segreto, Chrissy decide di organizzare un incontro con l'uomo.
- Guest stars: Paul Ainsley (Jim), Barry Gordon (Gilbert Larwin), Stephen Johnson (Phil Durkin), David Himes (Brad) ed Indy Shriner (Barbara).
- Note: Don Knotts è assente in questo episodio.

## L'aspirante suicida
- Titolo originale: The Goodbye Guy
- Diretto da: Dave Powers
- Scritto da: Howard Albrecht e Sol Weinstein

### Trama
Il signor Furley attraversa un periodo di depressione ma i ragazzi hanno paura che voglia togliersi la vita, così lo trattano con ogni cura.
- Guest star: Gloria LeRoy (Nancy).

## Il cuoco artificiale
- Titolo originale: Jack's Graduation
- Diretto da: Dave Powers
- Scritto da: Michael S. Baser e Kim Weiskopf

### Trama
Jack deve affrontare l'ultimo esame alla scuola di cucina ma viene ingannato da un compagno di corso che scambia il proprio piatto con quello preparato da Jack.
- Guest stars: William Pierson (Dean Travers), Steve Vinovich (Ben Baxter) e Lynda Beattie (Sheila).